# Manuel-Achille Baudouin
Manuel-Achille Baudouin (26 juin 1846 - 23 janvier 1917) est un magistrat français.
Il a été nommé avocat général à Lyon en 1880, procureur général à Limoges en 1885 et, en 1890, avocat général de la Cour de cassation à Paris.
En 1893, il a été  procureur général au cours de la réouverture de l'affaire Dreyfus en 1899.
Il est procureur général en 1901 puis premier président de la Cour de cassation de 1911 à 1917.

## Famille
Manuel-Achille Baudouin est le fils de Louis Baudouin (1814-1886), Procureur général de 1884 à 1886. Il est aussi l'arrière-grand-père du juriste québécois Jean-Louis Baudouin.